# Timimus
Timimus hermani
Genre
Espèce
Timimus est un genre fossile de petits dinosaures théropodes ayant vécu en Australie à l'Albien (Crétacé inférieur. Les restes fossiles de l'animal consistent en deux fémurs appartenant l'un à un adulte, l'autre à un juvénile. 
En 1994, ses inventeurs l'ont considéré comme appartenant à un ornithomimosaurien ; mais cette attribution a été modifiée en 2012 par Roger B. J. Benson (d) et les auteurs de 1994 Thomas Hewitt Rich (d) et Patricia Vickers-Rich (d) qui le rattachent dorénavant plutôt aux Tyrannosauroidea ou aux Dromaeosauridae de la sous-famille des Unenlagiinae. 

## Découverte du genre et de l'espèce
En 1991, deux fémurs, celui d'un adulte et celui d'un jeune, sont trouvés à moins d'un mètre l'un de l'autre dans la petite carrière du « lac Copco », dans la partie est de Dinosaur Cove, à la pointe sud de l'Australie.
L'espèce type et seule espèce, Timimus hermani, est nommée officiellement et décrite brièvement par Thomas Rich et Patricia Vickers-Rich en 1993-1994. Le nom de genre signifie « imitateur de Tim » et combine le prénom tant du fils des découvreurs, Timothy Rich, que du paléontologue Tim Flannery et le terme latin mimus (mime), allusion à la parenté présumée de l'espèce avec les ornithomimidés. Le nom d'espèce honore John Herman, qui a aidé de nombreuses années au projet de Dinosaur Cove.
L'holotype, NMV P186303, se trouvait dans une couche de la formation d'Eumeralla (en), qui date de l'Albien, il y a quelque 106 millions d'années. Il consiste dans le fémur gauche d'un adulte.
En 1994, Thomas Rich faisait observer qu'il aurait mieux valu avoir le spécimen le plus complet possible pour holotype, mais que les chances de trouver d'autres restes de Timimus étaient très minces à cause de la nature limitée des sites à explorer dans la région. De plus, l'holotype présentait des caractéristiques qui le faisaient passer pour un nouveau genre d'ornithomimosaurien. Le nom servirait donc de référence dans la littérature paléontologique. Rich déclarait : « En soi, les noms des dinosaures sont comme des numéros de téléphone — ce sont des étiquettes qui cadrent avec les spécimens et les idées qui découlent de l'analyse du matériel. Des étiquettes confuses, comme un annuaire téléphonique inexact, mènent à un système qui ne peut fonctionner, de sorte qu'il faut nommer les choses ou les étiqueter avec soin. Mais le faire ne crée ni ces spécimens ni les idées qu'ils inspirent, mais simplement un « combiné » commode pour la communication. »
Le second fémur, celui d'un jeune, a été désigné pour paratype (spécimen NMV P186323). Certaines vertèbres provenant du site ont été rattachées à l'espèce, tout comme d'autre matériel de l'Australie-Méridionale.

## Description
L'holotype est un fémur de 44 cm de long. Par extrapolation, l'animal atteignait une longueur totale de 2,50 m. La minceur de l'os semble indiquer un animal souple. Le paratype mesure 19,5 centimètres de long. Les fémurs montrent plusieurs caractéristiques qui ont été considérées comme des caractères taxinomiques. Il n'y a pas de fosse d'extenseur entre les condyles de l'extrémité inférieure, ce qui aurait été un trait de base des ornithomimosauriens. La tête du fémur présente un méplat dans l'axe antéro-postérieur. Le trochanter antérieur est en position élevée et atteint le niveau du grand trochanter.

## Phylogénie
En 1994, les auteurs de la description de l'espèce classèrent Timimus dans les ornithomimosauriens. Les restes d'ornithomimosauriens en provenance du Gondwana étaient rares et douteux, Timimus fut donc présenté comme la preuve que le groupe était bien présent dans l'hémisphère sud et en était même originaire. Cependant, Thomas Holtz mit immédiatement en doute cette classification.
On reconnaît de nos jours que Timimus ne partage aucun caractère dérivé (synapomorphie) avec eux et qu'il n'y a donc aucune preuve qu'il appartiendrait à ce clade. Il appartient peut-être à un groupe de Cœlurosauriens ; certains scientifiques considèrent qu'il s'agit d'un nomen dubium. Les auteurs d'une étude de 2012 ont jugé que l'animal faisait probablement partie des Tyrannosauroidea.

## Paléobiologie
L'habitat de Timimus consistait dans des forêts polaires aux étés doux, mais aux hivers froids et sombres parce que la région était plus près du pôle Sud pendant le Crétacé inférieur. En 1996, Anusuya Chinsamy, spécialiste de la microstructure des ossements fossiles, a examiné la matière osseuse de Timimus et d'un dinosaure ornithopode du genre Leaellynasaura et découvert qu'elle présentait des éléments histologiques différents. Leaellynasaura montrait un taux continu de croissance osseuse, alors que Timimus présentait une formation osseuse cyclique, ce qui portait à croire qu'il hibernait peut-être.
La première phalange fossile du troisième orteil pouvant avoir appartenu à Timimus hermani ou à une forme connexe a été découverte dans le Strzelecki Group, près d'Inverloch (en), dans l'état australien de Victoria. Il présente une fracture avec enfoncement sur la surface plantaire.